# 小鈐部
小钤部（？—1276年），元朝官员，河西唐兀人，昔里鈐部第三子。
小钤部大哥爱鲁；二哥罗合，官至大名路行军万户。小钤部袭任大名路达鲁花赤。冬天打猎，百姓不堪命，監察御史姚天福弹劾他，小钤部贿赂侍御史安兀失纳，姚天福又搜出他的贿赂。上奏忽必烈，至元十三年（1276年）正月，将他处死，籍没其家。